# Ju jezik
Ju (ISO 639-3: juu), jezik malene etničke grupe Ju iz nigerijske države Bauchi, distrikt Jungur, član čadske jezične porodice, uže skupine guruntum. Bliži su mu jezici zangwal, tala i guruntum-mbaaru. Ima oko 900 govornika (1993.), bilingualni su na jeziku hausa. Selo: Ju.

## Vanjske poveznice
- Ethnologue (14th)
- Ethnologue (15th)